# سائورا (هندوئیسم)
سائورا (انگلیسی: Saura) (सौर्य) یا ساندوئیسم فرقه ای است از هندوئیسم که طرفداران آن سوریا (ایزد) را به عنوان برهمن ساگونا می‌پرستند. در دوره معاصر، سائوراها یک جنبش بسیار کوچک هستند، بسیار کوچکتر از دیگر فرقه‌های بزرگتر مانند [ویشنوپرستی] یا شیواپرستی است. در قرن دوازدهم و سیزدهم پس از میلاد، به دلیل فتوحات مسلمانان، سائوراها به سرعت کاهش یافت. سرزمین آنها، عمدتاً در پنجاب غربی، اولین سرزمین‌ها در هند بود که مانع از سقوط سند در این فتوحات شد. سامبا پورانا به سوریا (ایزد) اختصاص دارد.